# Розанов, Сергей Иванович
Розанов, Сергей Иванович (1 марта 1923, д. Пищалкино, Тверская область — 18 июня 2005, Московская область) — русский, советский художник. Член Союза художников СССР (1959 г). Ветеран Великой Отечественной войны, военнопленный, узник концлагеря Маутхаузен.

## Биография
Родился на станции Пищалкино Сонковского района Калининской области. Рано потерял отца, семья переехала в Ленинград. Мать, Анна Андреевна Розанова, работала на фабрике «Скороход». В 1931 г. поступил в школу № 373, где в 1941-м году окончил 9 классов.
С началом войны был мобилизован и направлен на краткосрочные курсы в 3-е Ленинградское артиллерийское училище, эвакуированное в Кострому. Мать и сестра остались в блокадном Ленинграде. В феврале 1942 года, получив звание
лейтенанта, убыл в 6-ю армию Юго-Западного фронта. 26 мая 1942 г. в боях на Харьковском направлении командира огневого взвода 270-го отдельного минометного дивизиона 270 стрелковой дивизии был тяжело контужен и отправлен в госпиталь в с. Крутояровка. Госпиталь был захвачен немцами и Сергей Розанов попал в плен. Далее последовали пересыльные лагеря во Владимиро-Волынске, Проскурове, Ченстохове (Stalag 367), Хаммельбурге и Нюрнберг-Фюрте, откуда за подпольную антифашистскую деятельность (прослушивание и распространение сводок Совинформбюро и участие в работе штаба военнопленных патриотов) 4 мая 1944 г. был переведён в нюрнбергскую тюрьму, а затем до окончания военного суда — в штрафлагерь Флоссенбург. Приговор суда гласил: «Маутхаузен. Возвращение нежелательно», что означало умерщвление от изнурения и истощения. 5 мая в концлагере началось восстание, а 7 мая лагерь освободили войска союзников. 15 мая советские заключённые были репатриированы. Пройдя проверки в фильтрационных лагерях СМЕРШ в городе Цветаль
(Чехословакия) и в Великих Луках вернулся в Ленинград.
В 1946 г. Сергей Розанов поступил в Ленинградское высшее художественно-промышленное училище имени В. И. Мухиной, где в 1951 г. окончил факультет монументальной живописи. Его дипломная работа «День Победы» украсила потолок актового зала ЛВХПУ.

## Персональные выставки
- 1981 г., Ленинград;
- 1988, 1999, 2002 гг., Москва;
- 1995 г., Одинцово;
- 1995 и 1997 гг., Звенигород[3].

## Работы
- Декорации к кинофильмам «Римский-Корсаков» и «Над Неманом рассвет».
- Роспись потолка Псковского зала павильона «Ленинград. Северо-Запад» на ВДНХ.
- Графическая серию «Маутхаузен» в трёх частях («Страдание», «Вооруженное восстание», «Оплакивание жертв фашизма»)[4].
- Оформление интерьеров санатория «Металлург» в Сочи.

Произведения Сергея Ивановича Розанова находятся в музеях, в том числе в Государственном музее керамики, в Центре изобразительного искусства Министерства культуры РФ, в Центральном музее Великой Отечественной войны г. Москвы, и частных коллекциях России, Польши, Испании, Югославии, Германии, Швейцарии, Франции, Люксембурга.